# 新田站 (咸鏡北道)
新田站（韓語：신전역）是朝鮮民主主義人民共和國咸镜北道会宁市的一個鐵路車站，属于咸北线。

## 邻近车站
咸北线
鶴浦站 - 新田站 - 间坪站